# Anomoderus tubericollis
Anomoderus tubericollis är en skalbaggsart som beskrevs av Leon Fairmaire 1896. Anomoderus tubericollis ingår i släktet Anomoderus och familjen långhorningar.
Artens utbredningsområde är Madagaskar. Inga underarter finns listade i Catalogue of Life.